# Оганесян, Марат Мелсович
 Марат Мелсович Оганесян  (род. 15 августа 1970, Кишинёв, Молдавская Советская Социалистическая Республика) — российский предприниматель, управленец и государственный деятель. С 2013 по апрель 2015 года — вице-губернатор Санкт-Петербурга, курирующий строительный блок.

## Биография
Родился в Кишинёве 15 августа 1970 года; окончил Кишинёвскую физико-математическую школу с золотой медалью. Первое высшее образование получил в 1992 году в Кишиневском политехническом институте, закончив его по специальности «инженер машиностроения». Второе образование получил в 2012 году в Санкт-Петербургском государственном университете культуры и искусств по специальности «менеджмент и экспертиза объектов культурного наследия в области реставрации».
После окончания института, с 1994 года работал в Москве в различных коммерческих структурах, специализирующихся на строительной тематике. С 2004 по 2010 год Оганесян руководил ГК «Согласие», в которую входило несколько предприятий, занимающихся строительством и информационными технологиями. Наиболее крупными проектами «Согласия» были строительство торгово-гостиничного комплекса «Москва-Сити» и реконструкция зданий Московского Кремля.
В 2010 году был назначен руководителем ФГБУ «Дирекция по строительству, реконструкции и реставрации» при Министерстве культуры.
С 2011 года — работал в «Северо-Западной дирекции по строительству, реконструкции и реставрации», в частности — курировал строительство второй сцены Мариинского театра и реконструкцию Большого театра.
С 20 марта 2013 года — вице-губернатор Санкт-Петербурга по вопросам строительства. После перевода на эту должность курировал строительные площадки Петербурга, а также строительство «Газпром Арены».
В конце апреля 2015 года ушёл в отставку с поста вице-губернатора.
Награждён орденом „За заслуги перед отечеством IV степени“ за реконструкцию Большого театра в Москве. По итогам 2014 года был назван Строителем года.

## Уголовное дело и скандал вокруг стадиона «Газпром Арена»
16 ноября 2016 года задержан в Москве по подозрению в мошенничестве, 17 ноября ему предъявлено обвинение в совершении преступления, предусмотренного ч.4 ст.159 УК РФ (мошенничество).
Уголовное дело связано с мошенничеством при строительстве футбольного стадиона на Крестовском острове. Согласно официальному заявлению Следственного комитета РФ, Оганесяну инкриминируется «незаконное привлечение» к процессу строительства поставщика оборудования, компании «ТДМ». Эта компания, получив от генерального подрядчика, компании «Трансстрой», аванс в размере свыше 50 млн рублей, не потратила их на закупку видеотабло, а вывела через свои структуры, которые названы в заявлении СК РФ «фирмами-однодневками». При этом, как утверждается в заявлении, Марат Оганесян «заведомо знал об отсутствии у акционерного общества намерения расходовать полученные денежные средства на поставку видеотабло для стадиона.»
Представители компании «ТДМ» отрицают обвинения, уверяя, что аванс был законно потрачен на заработную плату сотрудников упомянутых фирм в рамках другого контракта с «Трансстроем» — на поставку тележек для раздвижной крыши.
18 ноября 2016 г. Смольнинский суд Санкт-Петербурга принял решение арестовать Марата Оганесяна на два месяца. По итогам заседания 13 января 2017 г., суд продлил срок ареста до 9 мая 2017 г.. Смольнинский районный суд 8 августа 2017 г. продлил меру пресечения Марату Оганесяну до 8 ноября 2017 года.. После заседания Марат Оганесян признал вину и заключил со следствием соглашение о сотрудничестве. Несмотря на это, срок его заключения был продлен до 9 февраля 2018 года. С этого момента сроки его ареста неоднократно продлевались, несмотря на протесты защиты.
19 мая 2021 года Куйбышевский районный суд Санкт-Петербурга приговорил Марата Оганесяна к 5,5 годам лишения свободы в колонии строгого режима и к 20 миллионам рублей штрафа. Несмотря на протест прокуратуры, Санкт-Петербургский городской суд оставил приговор в отношении него без изменения.